# Madrigal de la Vera
Pour les articles homonymes, voir Madrigal (homonymie).
Madrigal de la Vera est une commune de la province de Cáceres dans la communauté autonome d'Estrémadure en Espagne.

## Géographie
Madrigal de la Vera se situe au nord-est de la province, à la limite entre la province de Castille-La Manche et celle de Castille-et-León, au pied de la Sierra de Gredos.

## Démographie
Après l'indépendance de Madrigal de la Vera del Señorío de Valverde en 1835, la population a augmenté petit à petit jusqu'à atteindre les 3 000 habitants en 1960. À partir des années 1960, le village s'est vidé car de nombreuses familles ont émigré vers les pays voisins tels que la France et l'Allemagne ou se sont déplacés vers les grandes villes.

## Économie

### Tourisme
En été, le village est visité par les touristes pour ces gargantas (gorges) exceptionnelles. Cette petite commune compte à elle seule quatre gargantas, dont la plus connue est la Garganta de Alardos. Cependant, ces gargantas sont menacées depuis quelques années à cause de l'incivilité des touristes qui laissent de nombreux déchets derrière eux[réf. nécessaire].